# Kasela
Kasela je nenaseljeni otočić u hrvatskom dijelu Jadranskog mora.
Njegova površina iznosi 0,345 km². Dužina obalne crte iznosi 3,54 km.

## Vanjske poveznice
|  | Zajednički poslužitelj ima još gradiva o temi Kasela |